# August Heim
August Heim   (Offenbach am Main, 13 de març de 1904 - Offenbach am Main, 8 de maig de 1976) va ser un tirador d'esgrima alemany que va competir durant les dècades de 1920 i 1930.
El 1928 va prendre part en els Jocs Olímpics d'Amsterdam, on quedà eliminat en sèries en la prova del programa d'esgrima que disputà. Vuit anys més tard, als Jocs de Berlín, disputà quatre proves del programa d'esgrima. Guanyà la medalla de bronze en les proves de sabre i floret per equips, mentre en les altres dues quedà eliminat en sèries.
En el seu palmarès també destaquen quatre medalles de bronze al Campionat del Món d'esgrima, el 1931, 1934, 1935 i 1937, i set campionats nacionals, tres de floret i quatre de sabre, entre 1930 i 1938.